# Moorbad Harbach
Moorbad Harbach osztrák község Alsó-Ausztria Gmündi járásában. 2018 januárjában 717 lakosa volt.

## Elhelyezkedése

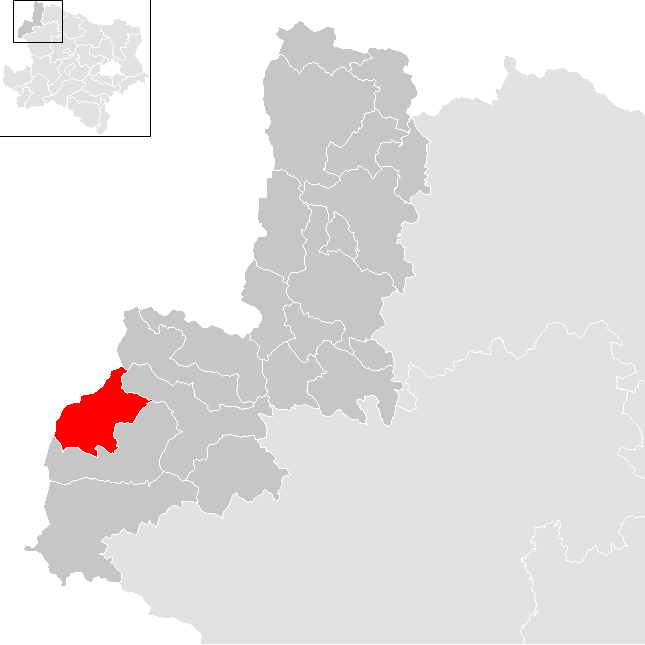
Moorbad Harbach a Gmündi járásban

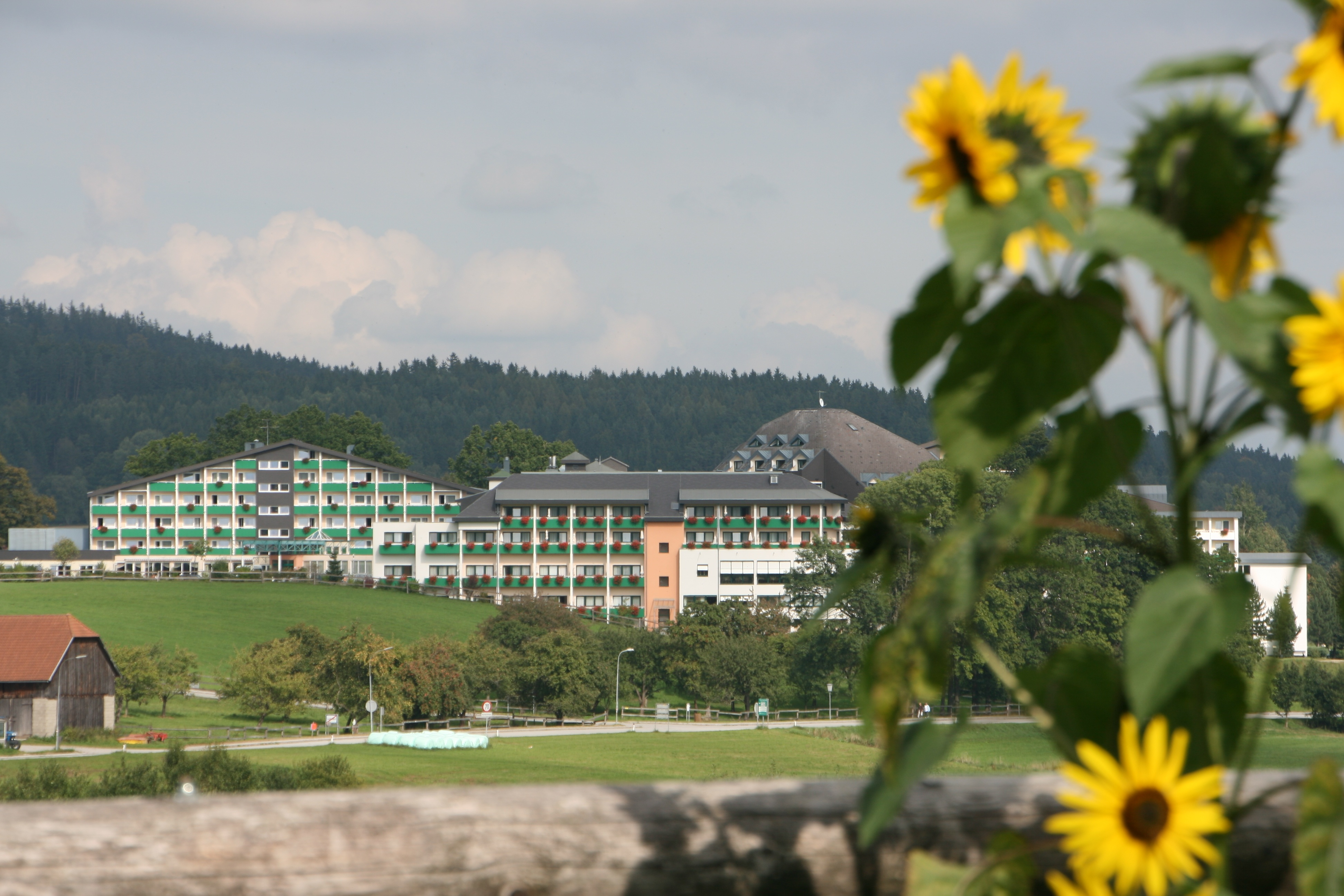
Moorbad Harbach gyógyüdülője

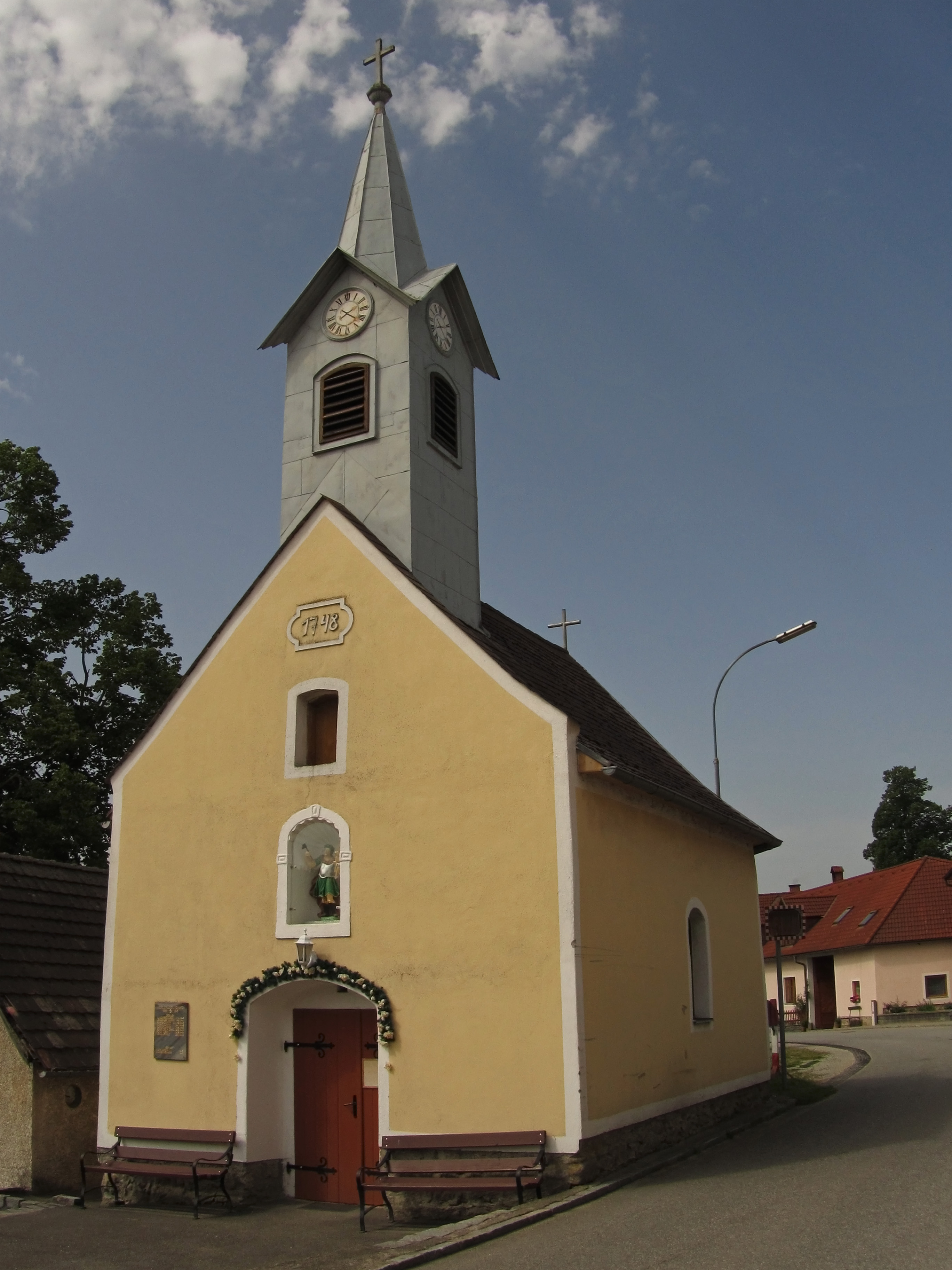
Wultschau kápolnája

Moorbad Harbach Alsó-Ausztria Erdőnegyedének (Waldviertel) északnyugati részén fekszik, közvetlenül a cseh határ mentén. Legfontosabb folyóvizei a Harbach, a Wultschaubach és a Hirschenwiesbach. Legmagasabb pontja az 1017 méteres Nebelstein. Területének 68,3%-a erdő. Az önkormányzat 6 települést egyesít: Harbach (150 lakos 2018-ban), Hirschenwies (111), Lauterbach (200), Maißen (115), Schwarzau (8) és Wultschau (133). A kataszteri közösségek Harbach, Hirschenwies, Lauterbach és Wultschau.
A környező önkormányzatok: északkeletre Unserfrau-Altweitra, keletre Weitra, délre Sankt Martin, nyugatra Horní Stropnice, északnyugatra Nové Hrady.

## Története
A térség betelepítése azután kezdődött, hogy II. Hadmar von Kuenring 1201-1208 között megalapította a szomszédos Weitra várát. A mai községet alkotó kis falvak lakosainak többsége mezőgazdasággal foglalkozott,; az egyetlen kivétel Hirschenwies, amelyet feltehetően üveggyártók alapítottak. Harbach 1771-ben vált önálló egyházközséggé és ekkor létesült iskolája is.
A mai önkormányzat 1971-1972-ben jött létre Harbach, Wultschau, Hirschenwies, Maißen és Lauterbach katasztrális községel egyesülésével. A gyógyüdülő létesítése után a község felvette a Moorbad Harbach nevet.

## Lakosság
A Moorbad Harbach-i önkormányzat területén 2018 januárjában 717 fő élt. A lakosságszám 1890-ben érte el csúcspontját 1691 fővel, 1980-ig csökkent, azóta 700 körül stabilizálódott. 2015-ben a helybeliek 98,5%-a volt osztrák állampolgár; a külföldiek közül 0,7% a régi (2004 előtti), 0,7% az új EU-tagállamokból érkezett. 2001-ben a lakosok 93,9%-a római katolikusnak, 1,1% evangélikusnak, 4,4% pedig felekezeten kívülinek vallotta magát.

## Látnivalók
- a 18. századi Keresztelő Szt. János-plébániatemplom és a plébánia
- Lauterbach kápolnája
- Wultschau kápolnája
- a Steinbrunnerhof helytörténeti múzeuma
- a Nebelstein és a Mandlstein hegyek népszerű kirándulóhelyek

## Fordítás
- Ez a szócikk részben vagy egészben  a   Moorbad Harbach című német Wikipédia-szócikk ezen változatának fordításán alapul.  Az eredeti cikk szerkesztőit annak laptörténete sorolja fel. Ez a jelzés csupán a megfogalmazás eredetét és a szerzői jogokat jelzi, nem szolgál a cikkben szereplő információk forrásmegjelöléseként.